# ノイブランデンブルク空港
ノイブランデンブルク空港（ドイツ語：Flughafen NeubrandenburgもしくはFlughafen Neubrandenburg-Trollenhagen）は、ドイツ連邦共和国メクレンブルク＝フォアポンメルン州ノイブランデンブルクの北東6マイルのトロレンハーゲンに所在する地方空港。
ノイブランデンブルク空港はドイツ連邦軍がトロレンハーゲン航空基地（Fliegerhorst Trollenhagen）と呼称する官民共用の空港でもある。

## 位置状態
空港は近くにある国道96号線と接続されている。空港への連絡について一般利用客は北側の空港連絡道が接続している。軍用地区への連絡については南側の道路のみが接続している。空港と市街地を結ぶ都市バスは20分ごと定期的に運行している。

## 歴史
1933年に軍用飛行場として建設が始まり、1934年に滑走路が完成する。その後、1942年まで拡張工事が継続された。1936年以来、第252爆撃航空団が駐留していた。1939年にはパイロット学校の建設が始まる。第二次世界大戦勃発以降、滑走路のコンクリート化と格納庫の建設が始まる。1944年には連合国軍機による爆撃で2回の大被害を負う。大戦終結から1956年まではソビエト連邦軍が飛行場を占有していた。1961年から1990年までは国家人民軍航空軍の第3防空師団が師団司令部および参謀部を設置しており、第2戦闘航空団「ユーリイ・ガガーリン」(JG-2)が配置されていた。同師団には最終的にMiG-21戦闘機が配備された。ほかには第2航空交通管制情報大隊（NFB-2）、第3情報大隊（NB-33）、第2高射中隊が配置されていた。
1993年以降、連邦軍空軍が使用を開始しトロレンハーゲン航空基地として運用を開始、民間航空部門については、ノイブランデンブルク＝トロレンハーゲン空港GmbHが設立され空港運営が行われることになる。1995年に旅客ターミナルの営業が始まる。第33回主要国首脳会議のためにロストック＝ラーゲ空港が一時閉鎖され、各便の発着先として本空港は代替された。また、飛行場は自治体警察、連邦警察および陸軍のヘリコプター発着に利用された。
2006年にレジオ・エアーは週3便のミュンヘン行路線を設定する。2007年にはギリシャ行路線1便を設ける。2009年5月からヘムス・エアーがブルガリアのヴァルナ行路線。これらの路線は利用客低迷のため中止される。

## 配置部隊・機関
現在は固有の航空機部隊を配置せず以下のような基地業務部隊が配置されている。
- 第22空軍整備群（空軍）
- トロレンハーゲン航空基地隊（空軍）
- 第110通信地区隊（基盤軍）
- トロレンハーゲン乗務訓練センター（基盤軍）
- トロレンハーゲン衛生センター（救業軍）
- トルゲロー連邦軍業務センター分所（国防施設管理・環境保護部）